# Джараштиевы
Джарашти́евы (Джерештиевы, Жерештиевы, Джераштиевы, Джарештовы, карач.-балк. Джараштылары, кабард.-черк. Жэрэштыхэ) — аристократический род в Карачае, Балкарии и  дворянский в Кабарде.

## История возникновения рода
История возникновения имеет две версии — Сванскую и Кабардинскую.

### Сванская версия
Сванская версия относит происхождение рода к одному из потомков владетельных князей Сванетии — Дадешкелиани, первой династии, который переселился в Баксанское ущелье в самом начале XVIII века и обосновался среди карачаевцев, населявших в то время ущелье.

### Кабардинская версия
Кабардинская относит происхождение фамилии к одному из дворян первой степени кабардинского старшего князь-валия (пшыщхуэ) Кабарды Касая Атажукина.

## Владения
С конца XVII века — 1822 год

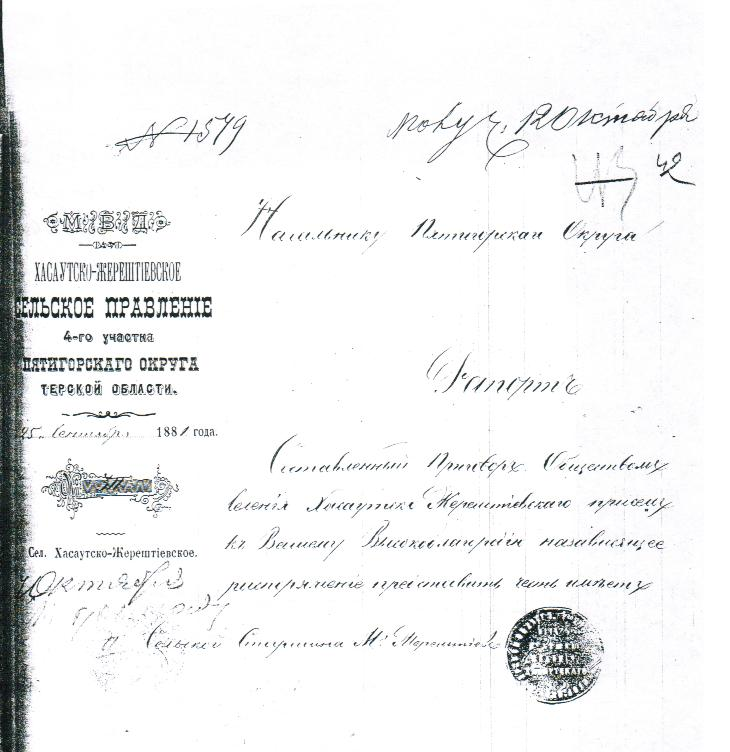
Рапорт старшины аула Хасаутско-Жерештиевского Магомеда Османовича Жерештиева.

Известно, что как минимум с 1744 года, до ухода за Кубань в 1822 году Аслана Джараштиева, после наступления на Кабарду русской императорской армии, род владел аулом и землями в долине реки Баксан, ниже современного селения Бедык.
Помимо этого Джараштиевым принадлежали земли по реке Черек недалеко от современного селения Аушигер, а так же участок еще ниже по течению реки и расположенный выше земли принадлежавшей дворянам Асланкеровым.
Кроме того, со второй четверти XVIII века и до начала XIX века, Джараштиевы (потомки младшего сына основателя рода Джарашты) владели аулом и землями в долине реки Терек (урочище и аул Ерошта), в районе современных селений Хамидие и Черноярская.
С 1822 года — до середины XIX века
После ухода за Кубань в 1822 году Джараштиевы (два брата Аджи Тхиш и Аслан) обосновались со своим аулом в долине реки Малый Зеленчук в районе современного аула Жако.
С середины XIX века — XX век
После Аслана, потомки его старшего сына Османа (Хасаутский дом), владели собственным аулом (аул Магомеда Жерештиева) и землями в долине реки Хасаут, недалеко от аула Хасаут (Схауат). Позднее аул Джерештиевых был объединен с ним в единый аул Хасаутско-Жерештиевский.
Второй сын Аслана — Али Джерештиев имел аул и земли при слиянии рек Хасаут и Арбуски по правой стороне.
Аул третьего сына Аслана — Юсуфа Джерештиева существовал на реке Кичмалка по левой стороне, выше Каменного моста.
Четвёртому сыну и основателю младшей ветви рода (Хабазский дом), Джюнусу (Жунусу) Джараштиеву и его потомкам, принадлежали земли от Малки до Баксана урочище Хурате (Курате) вместе с аулом Хабаз где и располагалась главная усадьба. После окончательного установления российской власти на Северном Кавказе за Джунусом было закреплено 7,5 тысяч десятин земли — районы Отлукъ таш, Бийчесын, а также земли от верховья реки Малка вниз вплоть до земель аула Кармово современное село Каменномостское. Кроме того позже он расширил свои владения купив ещё 1,5 тысяч десятин земли у кабардинских дворян Думановых, Агоевых и Анзоровых.
Земли Али и Юсуфа после их переселения в Османскую империю были перераспределены между оставшимися братьями.
В Османской империи братьями было основано селение Жерешти (Jereştey), позднее оно слилось с городом Пинарбаши и стало его кварталом — Яглыпинар.

## Генетические исследования
Анализ ДНК-теста Y-хромосомы, проведенного несколькими представителями Джерештиевых, показал гаплогруппу  G2a1a.

## Известные представители
- Джараштиев Аслан Муссаевич. (1780-1866) — участник Кавказской войны. Последний независимый владетель из рода Джараштиевых.
- Джараштиев Джюнус Асланович. — участник Кавказской войны. Основатель аула Хабаз. Крупный землевладелец и конезаводчик.
- Джерештиев Али Асланович. — участник Кавказской войны. Оставил службу в чине штабс-капитана в русской императорской армии.
- Жерештиев Магомет Османович — 1867-1873 гг., 1880-1883 гг. , и 1890 г. старшина аула Хасаут.
- Джерештиев Цина (Хаджи-Мурза) Магомедович (1883 -1905) — участник русско-японской войны 1904—1905 годов. Урядник Кабардинской сотни. Награждён Георгиевским орденом IV степени[12].
- Жерештиев Сосламбек — в 1885-1888 гг. старшина аула Хасаут.
- Джерештиев Миша Сосланбекович. (1875-1910) — участник русско-японской войны 1904—1905 годов. Награждён Георгиевским орденом IV степени[13].
- Джерештиев Адильгерий Джунусович — последний старшиной аула Кармова.
- Жерештиев Эдык Магомедович —  с 1909 по 1917 гг. старшина аула Хасаут.
- Беркок (Жерештиев) Исмаил. (1889—1953) — полковник армии Османской империи. Бригадный генерал армии Турецкой республики. Член Высшего военного суда Турецкой республики. Депутат парламента Турецкой республики. Писатель, историк.
- Джерештиев Магомет Джанхотович. (1920-1973) — участник Великой Отечественной войны. Лейтенант. Награждён орденом Красной Звезды.
- Джерештиев Борис Эдикович — участник Великой Отечественной войны. Награждён орденом Красной Звезды.
- Джерештиев Хакяша Каншаубиевич — ветеран труда.
- Джараштиев Мурат Кази-Магомедович. (1937-2014) — партийный и государственный деятель Карачаево-Черкесской Республики. Заслуженный работник государственной службы[14]. Награждён медалями: Ветеран труда, За доблестный труд, За освоение целины.
- Джерештиев Асланбек Османович — заслуженный учитель Российской Федерации, народный учитель Карачаево-Черкесской республики.
- Джерештиев Ислам Гиназович (1936-2020) —  ветеран труда.
- Джерештиев Али Заурбекович — Заслуженный врач РФ, кандидат медицинских наук.

## В культуре
В балкарской историко-героической песне «Азнауур Джанхотов» упоминается Джараштыев Сослан (ок 1754 — ?), который является двоюродным братом главного героя.
В книге «Кавказское путешествие» американского журналиста Негли Фарсона значительное место занимает описание и разговоры с Джанхотом Адильгиреевичем Джерештиевым, который был проводником Фарсона в его путешествии.

## В географии
На Каргашильском хребте, в Кабардино-Балкарской республике расположена гора Джорашты, полное название: Джорашты куршоган Баши (вершина, под которой делал облаву Джорашты). Имя Джорашты имеет и перевал через этот хребет из ущелья Безенги в ущелье Гара-Аузусу. Кроме того, также называется ледник, сползающий с восточных склонов вершины, а также речка, вытекающая из ледника.
С Джерештиевыми также связано урочище Джерешти-Кабак находящееся в четырёх километрах от горы Лашкута и в шести километрах от Баксанской долины и недалеко от него расположенное (на юго-запад от заброшенной турбазы Тызул) урочище Жарашты Тала.